# Lista de chefes de Estado do Zimbábue
A seguir uma lista dos chefes de Estado do Zimbábue, desde a independência nacional de facto em 1965.

## Rodésia (1965–1970)
Partidos:
      Frente Rodesiana
| Nº                                   | Retrato                              | Retrato                              | Nome (Nascimento–Falecimento)        | Mandato                              | Mandato                              | Tempo no cargo (em anos e dias)      | Partido político                     | Primeiro-ministro                    |                                      |
| Administrador do Governo (1965–1970) | Administrador do Governo (1965–1970) | Administrador do Governo (1965–1970) | Administrador do Governo (1965–1970) | Administrador do Governo (1965–1970) | Administrador do Governo (1965–1970) | Administrador do Governo (1965–1970) | Administrador do Governo (1965–1970) | Administrador do Governo (1965–1970) | Administrador do Governo (1965–1970) |
| ------------------------------------ | ------------------------------------ | ------------------------------------ | ------------------------------------ | ------------------------------------ | ------------------------------------ | ------------------------------------ | ------------------------------------ | ------------------------------------ | ------------------------------------ |
| —                                    |                                      | Brasão de armas da Rodésia           | Clifford Dupont (1905–1978)          | 11 de novembro de 1965               | 2 de março de 1970                   | 4 anos e 142 dias                    | Frente Rodesiana                     | Ian Smith                            |                                      |

## República da Rodésia (1970–1979)
Partidos:
      Frente Rodesiana
| Nº                                              | Retrato                                         | Retrato                                         | Nome (Nascimento–Falecimento)                   | Mandato                                                   | Mandato                                         | Tempo no cargo (em anos e dias)                 | Partido político                                | Primeiro-ministro                               |                                                 |
| Presidentes da República da Rodésia (1970–1979) | Presidentes da República da Rodésia (1970–1979) | Presidentes da República da Rodésia (1970–1979) | Presidentes da República da Rodésia (1970–1979) | Presidentes da República da Rodésia (1970–1979)           | Presidentes da República da Rodésia (1970–1979) | Presidentes da República da Rodésia (1970–1979) | Presidentes da República da Rodésia (1970–1979) | Presidentes da República da Rodésia (1970–1979) | Presidentes da República da Rodésia (1970–1979) |
| ----------------------------------------------- | ----------------------------------------------- | ----------------------------------------------- | ----------------------------------------------- | --------------------------------------------------------- | ----------------------------------------------- | ----------------------------------------------- | ----------------------------------------------- | ----------------------------------------------- | ----------------------------------------------- |
| 1                                               |                                                 | Brasão de armas da Rodésia                      | Clifford Dupont (1905–1978)                     | No exercício desde 2 de março de 1970 16 de abril de 1970 | 31 de dezembro de 1975 (renunciou)              | 5 anos e 273 dias                               | Frente Rodesiana                                | Ian Smith                                       |                                                 |
| —                                               |                                                 | Brasão de armas da Rodésia                      | Henry Everard (1897–1980)                       | 31 de dezembro de 1975                                    | 14 de janeiro de 1976                           | 14 dias                                         | Frente Rodesiana                                | Ian Smith                                       |                                                 |
| 2                                               |                                                 | Brasão de armas da Rodésia                      | John Wrathall (1913–1978)                       | 14 de janeiro de 1976                                     | 31 de agosto de 1978 (morreu)                   | 2 anos e 229 dias                               | Frente Rodesiana                                | Ian Smith                                       |                                                 |
| —                                               |                                                 | Brasão de armas da Rodésia                      | Henry Everard (1897–1980)                       | 31 de agosto de 1978                                      | 1 de novembro de 1978                           | 62 dias                                         | Frente Rodesiana                                | Ian Smith                                       |                                                 |
| —                                               |                                                 | Brasão de armas da Rodésia                      | Jack William Pithey (1903–1987)                 | 1 de novembro de 1978                                     | 5 de março de 1979                              | 124 dias                                        | Frente Rodesiana                                | Ian Smith                                       |                                                 |
| —                                               |                                                 | Brasão de armas da Rodésia                      | Henry Everard (1897–1980)                       | 5 de março de 1979                                        | 1 de junho de 1979                              | 88 dias                                         | Frente Rodesiana                                | Ian Smith                                       |                                                 |

## República do Zimbábue-Rodésia (1979–1980)
Partidos:
      Conselho Nacional Africano Unido
| Nº | Retrato | Retrato                             | Nome (Nascimento–Falecimento)  | Mandato            | Mandato                | Tempo no cargo (em anos e dias) | Partido político                 | Primeiro-ministro |
| -- | ------- | ----------------------------------- | ------------------------------ | ------------------ | ---------------------- | ------------------------------- | -------------------------------- | ----------------- |
| 1  |         | Brasão de armas do Zimbábue-Rodésia | Josiah Zion Gumede (1919–1989) | 1 de junho de 1979 | 12 de dezembro de 1979 | 194 dias                        | Conselho Nacional Africano Unido | Abel Muzorewa     |

## Rodésia do Sul (1979–1980)
| Nº                                   | Retrato                              | Retrato                              | Nome (Nascimento–Falecimento)        | Mandato                              | Mandato                              | Tempo no cargo (em anos e dias)      | Partido político                     | Primeiro-ministro                    |                                      |
| Administrador do Governo (1979–1980) | Administrador do Governo (1979–1980) | Administrador do Governo (1979–1980) | Administrador do Governo (1979–1980) | Administrador do Governo (1979–1980) | Administrador do Governo (1979–1980) | Administrador do Governo (1979–1980) | Administrador do Governo (1979–1980) | Administrador do Governo (1979–1980) | Administrador do Governo (1979–1980) |
| ------------------------------------ | ------------------------------------ | ------------------------------------ | ------------------------------------ | ------------------------------------ | ------------------------------------ | ------------------------------------ | ------------------------------------ | ------------------------------------ | ------------------------------------ |
| —                                    |                                      | Brasão de armas da Rodésia           | Christopher Soames (1920–1987)       | 12 de dezembro de 1979               | 18 de abril de 1980                  | 128 dias                             | N/A                                  | N/A                                  |                                      |

## República do Zimbábue (1980–presente)
Partidos:
      União Nacional Africana do Zimbábue (ZANU) → União Nacional Africana do Zimbábue - Frente Patriótica (ZANU-PF)
| Nº | Retrato                       | Retrato | Nome (Nascimento–Falecimento)     | Mandato                | Mandato                | Tempo no cargo (em anos e dias) | Partido político | Eleição                  | Primeiro-ministro          |
| -- | ----------------------------- | ------- | --------------------------------- | ---------------------- | ---------------------- | ------------------------------- | ---------------- | ------------------------ | -------------------------- |
| 1  |                               |         | Canaan Sodindo Banana (1936–2003) | 18 de abril de 1980    | 31 de dezembro de 1987 | 7 anos e 257 dias               | ZANU             | 1980 1986                | Robert Mugabe              |
| 2  |                               |         | Robert Mugabe (1924–2019)         | 31 de dezembro de 1987 | 21 de novembro de 2017 | 29 anos e 325 dias              | ZANU-PF          | 1990 1996 2002 2008 2013 | cargo abolido (1987–2009)  |
| 2  | Morgan Tsvangirai (2009–2013) |         | Robert Mugabe (1924–2019)         | 31 de dezembro de 1987 | 21 de novembro de 2017 | 29 anos e 325 dias              | ZANU-PF          | 1990 1996 2002 2008 2013 |                            |
| 2  | cargo abolido (desde 2013)    |         | Robert Mugabe (1924–2019)         | 31 de dezembro de 1987 | 21 de novembro de 2017 | 29 anos e 325 dias              | ZANU-PF          | 1990 1996 2002 2008 2013 |                            |
| -  |                               |         | Phelekezela Mphoko (1940–)        | 21 de novembro de 2017 | 24 de novembro de 2017 | 3 dias                          | ZANU-PF          | N/A                      | cargo abolido (desde 2013) |
| 3  |                               |         | Emmerson Mnangagwa (1942–)        | 24 de novembro de 2017 | atualmente             | 7 anos e 111 dias               | ZANU-PF          | 2018                     | cargo abolido (desde 2013) |